# Preston Reed
Preston Reed, né le 13 avril 1955,  est un musicien américain connu comme un des précurseurs du style tapping sur guitare acoustique.

## Éléments biographiques
Né à Armonk, New York, la première performance de Preston Reed fut en support au poète beat Allen Ginsberg au Smithsonian Institute. Il lança son premier album sous un petit label avant d'en enregistrer trois autres sous Flying Fish Records label. Les quatre autres (maintenant discontinués) furent sous étiquette MCA Records. Actuellement, il possède son propre label, Outer Bridge.
Reed fut strictement guitariste acoustique de la branche des artistes tels que Erik Mongrain, Leo Kottke et John Fahey avant de s'adonner dans l'innovation du tapping à deux mains de style percussion. Il utilise souvent des accords altérés.
Il a enregistré des trames musicales de films et une suite de musiques originales pour le Minneapolis Guitar Quartet. Il habite actuellement l'Écosse.

## Discographie
- Acoustic Guitar (1979)
- Don't Be a Stranger (1982)
- Pointing Up (1982)
- Playing By Ear (1984)
- The Road Less Travelled (1987)
- Instrument Landing (1989)
- Blue Vertigo (1990)
- Preston Reed (1990)
- Halfway Home (1991)
- Border Towns (1992)
- Métal (1995)
- Groovemasters, Volume 1, duet with Laurence Juber (1997)
- Ladies Night (1996)
- Handwritten Notes (2000)
- History of Now (2005)
- Spirit (2006)